# Łódź młodzi z nawałności do brzegu płynąca
Łódź młodzi z nawałności do brzegu płynąca – poemat Kaspra Twardowskiego wydany w 1618.
Twardowski zadebiutował w 1617 swobodnym utworem o tematyce erotycznej Lekcyje Kupidynowe. Jednak już rok później opublikował kolejny utwór, Łódź młodzi z nawałności do brzegu płynąca, w którym potraktował tematykę miłosną w odmienny sposób. W przedmowie wyznał, że jego poprzednie dzieło mogło być zbyt gorszące, zaś nowy utwór stanowi rodzaj pokuty.
Dzieło adresowane jest do młodzieży. Przedstawia moment nawrócenia się poety i zwycięstwo miłości Bożej nad miłością cielesną. Autor wzorował się na Wyznaniach Świętego Augustyna a także na elegii pokutnej Hieronima Morsztyna. Zawiera też odwołujące się do wyobraźni cykle alegorii, ukazujące m.in. doskonalenie się moralne. W zakończeniu utworu poeta dokonuje rozrachunku z bohaterami antyku, odrzucając takie wzorce jako nieskuteczne i proponując w to miejsce wzorce chrześcijańskie.